# 가우스의 빼어난 정리
카를 프리드리히 가우스의 빼어난 정리(라틴어: Theorema egregium 테오레마 에그레기움[*])는 미분기하학의 기초적인 정리 중 하나이다. '빼어난 정리(테오레마 에그레기움)'라는 명칭은 가우스가 이 정리와 그 증명을 실은 라틴어 논문에서 사용한 것이다. 정리를 간단히 표현하면 다음과 같다.
- 어떤 곡면의 가우스 곡률은 그 제1 기본 형식의 계수들과 그 1, 2계 편도함수만으로 표현 가능하다.[1]

다시 말해, 가우스 곡률은 곡면에 내재적(intrinsic)인 양이라는 것이다. 이로부터 가우스 곡률은 곡면의 등거리변환에 불변이라는 사실을 알 수 있다.

## 표현
실제로 어떤 곡면의 가우스 곡률 K는 제1 기본 형식의 계수와 도함수를 이용해 다음과 같이 쓸 수 있다.
- {\displaystyle K=-{\frac {1}{E}}\left({\frac {\partial }{\partial u}}\Gamma _{12}^{2}-{\frac {\partial }{\partial v}}\Gamma _{11}^{2}+\Gamma _{12}^{1}\Gamma _{11}^{2}-\Gamma _{11}^{1}\Gamma _{12}^{2}+\Gamma _{12}^{2}\Gamma _{12}^{2}-\Gamma _{11}^{2}\Gamma _{22}^{2}\right)}

여기서 {\displaystyle \Gamma }는 크리스토펠 기호, 정확히 말해 제2종 크리스토펠 기호이다.

## 증명의 개략
이 정리를 증명하는 아이디어는 간단하나 크리스토펠 기호를 적을 일이 많아 실제로 모든 과정을 적어 나가기에는 복잡하다. 곡면 위의 좌표조각사상 x(u, v)에서 벡터 xu, xv의 1계 편도함수와, N의 1계 편도함수를 각각 가우스의 공식과 바인가르텐 공식에 따라 적은 뒤,
xuuv = xuvu
의 관계를 이용하여 얻은 식에서 좌변과 우변에 대한 xv의 계수를 같다고 놓으면 바로 위의 가우스 곡률 표현식을 얻게 된다.

## 같이 보기
- 제1 기본 형식
- 제2 기본 형식
- 가우스 곡률
- 마이나르디-코다치 방정식

## 참고 문헌
- Martin Lipschutz, 전재복 역, 《미분기하학개론》, 경문사, 2008.